# Javier Arenas
Pour les articles homonymes, voir Arenas.
Francisco Javier Arenas Bocanegra, né le 28 décembre 1957 à Séville, est un homme politique espagnol membre du Parti populaire (PP).

## Biographie

### Formation et emplois
Il accomplit ses études secondaires au collège clarétain San Antonio María Claret, puis entre à l'université de Séville, où il obtient d'abord une licence en droit, puis un master en haute direction de l'entreprise. Initialement avocat, il passe ensuite les concours de la fonction publique et devient fonctionnaire de la Culture, aujourd'hui placé en disponibilité.

### Débuts en politique
Il commence sa carrière politique en adhérant à l'Union du centre démocratique (UCD), en 1977, dont il est élu président du mouvement de jeunesse.
Alors que l'UCD s'effondre du fait de ses divisions internes, il rejoint le Parti démocrate populaire (PDP) en 1982, et entre l'année suivante au conseil municipal de Séville, sous les couleurs de la coalition politique de la Coalition populaire (CP). Il en est désigné porte-parole du groupe municipal, tout en étant choisi comme adjoint par le maire socialiste de l'époque, Manuel del Valle Arévalo.

### Ascension andalouse
En 1986, il est élu député au Parlement d'Andalousie dans la province de Séville, avant de prendre, en 1987, la présidence du PDP dans la communauté autonome. Il accède à la scène politique nationale deux ans plus tard, lorsqu'il intègre le Congrès des députés, comme représentant de la province de Séville.
Désigné vice-secrétaire général du nouveau Parti populaire (PP) en 1991, il en devient président de la fédération d'Andalousie (PP-A) deux ans plus tard, et tente de prendre la présidence de la Junte d'Andalousie lors du scrutin régional de 1994. Bien qu'il échoue, il parvient à enregistrer une importante progression, recueillant 34,6 % des suffrages et 41 députés, à peine cinq points et cinq sièges de moins que Manuel Chaves. Le Parlement d'Andalousie le nomme ensuite au Sénat, ce qui l'oblige à renoncer à son mandat au Congrès des députés.

### Ministre du Travail
Il échoue une deuxième fois à prendre le pouvoir au cours des régionales anticipées de 1996, le PP reculant très légèrement à 34,1 % des voix et 40 députés, tandis que les socialistes progressaient jusqu'à 44 % des suffrages. Reconduit comme sénateur le 17 avril, Javier Arenas est nommé, le 6 mai, ministre du Travail et des Affaires sociales par José María Aznar dans le premier gouvernement de centre droit depuis 1982. Il renonce deux semaines plus tard à son mandat de député régional, perdant dans le même temps sa condition de sénateur.

### Secrétaire général du PP
Il quitte le cabinet le 20 janvier 1999, à quinze mois des élections générales, pour devenir secrétaire général du PP en remplacement de Francisco Álvarez-Cascos, à ce poste depuis 1990. Choisi par Aznar en vue de renforcer l'image centriste du parti, il est remplacé au ministère du Travail par Manuel Pimentel, et prend officiellement ses fonctions dix jours plus tard, lors du XIIIe congrès national du PP.
Il est réélu l'année suivante député de la province de Séville au Congrès des députés, dont il devient membre de la députation permanente et de la commission constitutionnelle.

### Retour au gouvernement puis dans l'opposition
Il fait son retour au gouvernement lors du grand remaniement du 10 juillet 2002, en tant que ministre des Administrations publiques. Il cumule ce poste avec celui de secrétaire général pendant plus d'un an. Il est en effet remplacé par Mariano Rajoy le 4 septembre 2003, tandis qu'il est promu second vice-président du gouvernement et ministre de la Présidence.
Le PP ayant perdu les élections générales du 14 mars 2004, il quitte le gouvernement environ un mois plus tard, mais retrouve la présidence du parti en Andalousie dès le 1er avril. Investi à l'unanimité par le comité directeur, il est confirmé en octobre par le congrès régional, à 95,5 % des voix des délégués.

### Chef de file du PP d'Andalousie
À ce titre, il conduit de nouveau la campagne du PP-A pour les régionales de 2008, se classant pour la troisième fois deuxième, derrière le PSOE de Manuel Chaves, avec 38,6 % des suffrages exprimés et 47 députés, une forte progression de dix sièges qui n'empêche cependant pas les socialistes de conserver la majorité absolue. Il est ensuite réélu au Sénat par le Parlement d'Andalousie, avant d'être choisi comme vice-secrétaire général pour la Politique régionale et locale lors du congrès nationale de Valence, en juin 2008, dont il est considéré comme l'un des grands vainqueurs face à « l'aile dure » du PP,.

### Mise en retrait
Alors qu'il était le grand favori, il échoue lors des élections régionales du 25 mars 2012 en Andalousie. Bien qu'étant arrivé devant le Parti socialiste ouvrier espagnol (PSOE), il n'obtient qu'une majorité relative de 50 députés sur 109. Les socialistes trouvent ensuite un accord avec la Gauche unie (IU), permettant l'investiture de José Antonio Griñán pour un nouveau mandat. Il cède alors la présidence du PP-A au maire de Séville, Juan Ignacio Zoido, restant vice-secrétaire général du PP et sénateur d'Andalousie.

### Vie privée
Marié avec Macarena Olivencia, il est père de trois enfants.

## Distinctions
- Grand-croix de l'ordre d'Isabelle la Catholique